# Marcus Vinícius Freire
Marcus Vinícius Simões Freire, noto anche come Marcus Vinícius (Bento Gonçalves, 6 dicembre 1962), è un ex pallavolista brasiliano.
Giocava nel ruolo di schiacciatore.

## Carriera
Inizia la carriera nel Botafogo passando successivamente nel Sogipa.
Nel 1981 firma per l'Atlântica Boavista con cui vince il suo primo, e unico, campionato brasiliano e, anche sotto altre denominazioni, quattro campionati carioca.
Ha delle brevi esperienze nel 1984 nel Sul Brasileiro Porto Alegre e, nel 1988, nel Flamengo.
Nella stagione 1988-89 fa la sua prima esperienza all'estero, in Italia, venendo ingaggiato dalla Virgilio, dove resta per due stagioni. A causa di un intervento per un'ernia del disco deve annunciare, a soli 28 anni, il suo ritiro dal volley giocato. 
Con la nazionale brasiliana fa parte della "Geração de Prata", vincendo la medaglia d'argento alle Olimpiadi di Montréal e un campionato sudamericano.

## Palmarès

### Club
- Campionato brasiliano: 1

1981
- Campionato Carioca: 4

1982, 1983, 1985, 1986

### Nazionale (competizioni minori)
- Campionato sudamericano Under-21 1980
- Campionato mondiale Under-21 1981
- Mundialito 1982
- Giochi panamericani 1983